# Візгалова Євдокія Федорівна
Євдокія Федорівна Візгалова (1911, місто Ташкент, тепер Узбекистан — ?) — радянська узбецька діячка, новатор виробництва, ткаля 2-ї ткацької фабрики Ташкентського текстильного комбінату імені Сталіна. Депутат Верховної ради СРСР 3—4-го скликань.

## Життєпис
Народилася в багатодітній родині робітника-залізничника. З дитячих років працювала в приміських садах і на городах біля Ташкента.
У 1930—1933 роках — робітниця—сортувальниця сировини Ташкентської паперової фабрики.
З 1933 року — учениця, ткаля Ферганської ткацької фабрики. Брала участь у стахановському русі.
З кінця 1930-х років — ткаля 2-ї ткацької фабрики Ташкентського текстильного комбінату імені Сталіна.
Подальша доля невідома.

## Нагороди
- медалі